# Амарзан Исмаил Хамид
Амарза́н Исмаи́л Хами́д (индон. Amarzan Ismail Hamid, 14 марта 1941, Медан, Голландская Ост-Индия — 2 сентября 2019, Чикаранг, Западная Ява) — индонезийский поэт и журналист, писавший под псевдонимом Амарзан Лубис (индон. Amarzan Loebis).

## Краткая биография
Учился в ряде высших учебных заведений Индонезии (Университет Северной Суматры, Университет Индонезия, Университет Гаджа Мада, Университет Удаяна, Пражский университет), но полностью завершил курс обучения только в Институте журналистики (индон. Perguruan Tinggi Ilmu Djurnalistik). В 1963 г. стажировался в Китае. Начал работать внештатным корреспондентом ряда газет ещё будучи учеником средней школы. В 1958 г. освещал деятельность сепаратистских организаций в Тапанули (Северная Суматра). В начале 1960-х гг. примкнул к левому движению, стал членом Общества народной культуры (Лекра), находившегося под влиянием Компартии Индонезии (КПИ). В 1963 г. возглавил отдел культуры ежедневной газеты «Хариан Умат», в 1964 г. стал главным редактором газеты «Хариан Ракьят» (Народная газета) — официального органа КПИ. На этом посту проявлял определённую самостоятельность и даже однажды отказался напечатать стихи генерального секретаря КПИ Айдита, посчитав их недостаточно зрелыми.
После переворота 1965 г. скрывался от властей, сменив имя и перепробовав разные профессии (в том числе тренера по сёрфингу). Но в 1968 г. был арестован, два года провёл в тюрьме «Салемба», год в лагере политзаключённых в Нуса-Кембанган и 8 лет на о. Буру (1971—1978). После освобождения работал журналистом журнала «Темпо», входил в состав редакции, хотя по понятным причинам имя его официально в выходных данных журнала не упоминалось. С целью скрыть свою личность печатался под псевдонимом Амарзан Лубис или Лиан Танджунг (Lian Tanjung).

## Творчество
В юности писал стихи. Это была лирика и баллады с политическим подтекстом. Австралийский исследователь Кейт Фоулчер называет его наряду с Агамом Виспи среди лучших поэтов Лекры, а его поэму «Самино, убитый рабочий» — лучшим примером радикальной поэзии Индонезии того времени, который по выразительности не уступает балладам Рендры.

## Основные публикации[7]
- (перевод на индонез.) Sejarah Awal Pers dan Kebangkitan Kesadaran Keindonesiaan (1855—1913) (оригинал. The Vernacular Press and the Emergence of Modern Indonesian Consciousness). Cornell South East Asia Program, 19952003. Jakarta: Hasta Mitra, Pustaka Utan Kayu, KITLV, 1995 (совм. с Ahmat Adam и Mean Jubhaar).
- (ред.) Bahasa! kumpulan tulisan dan puisi Majalah Tempo. Jakarta: Pusat Data dan Analisa Tempo, 2008 (совм. с Bambang Bujono, Leila S. Chudori, Goenawan Mohamad).
- (ред.) Surat dari dan untuk Pemimpin: Menjadi Indonesia. Jakarta: TEMPO, GE Indonesia, Garuda Indonesia, 2013 (совместно c Mardiyah Chamim, M. Taufiqurohman, Hermien Y. Kleden, Purwanto Setiadi, Yos Rizal, Arif Zulkifli).
- (ред.) L.R. Baskoro и др. Wahid Hasyim: From Tebuireng for the Republic. Jakarta: Tempo Publishing, 2014.
- Cerita Amarzan Loebis dan Pengasingan di Pulau Buru[8].

## Переводы стихов поэта на русский язык
- «Путь избран» (перевод Ю. Александрова), «Поэт» (перевод Л. Черкасского), «Крестьянин — своему сыну Мутиаре» (перевод А. Голембы)[9].